# Taku Watanabe
Taku Watanabe (Ibaraki, 9 november 1971) is een voormalig Japans voetballer.

## Carrière
Taku Watanabe speelde tussen 1990 en 2002 voor Bellmare Hiratsuka, Cerezo Osaka, Consadole Sapporo, Mito HollyHock en Montedio Yamagata.